# Canale di Karheen
Il canale di Karheen (Karheen Passage) si trova nell'Arcipelago di Alessandro Arcipelago Alexander) nell'Alaska sud-orientale (Stati Uniti d'America).

## Etimologia
Il canale è stato nominato nel 1916 dalla United States National Geodetic Survey. Il nome è derivato dal villaggio di Karheen. Il passaggio d'acqua era originariamente indicato come "il passaggio per Karheen Cannery".

## Geografia
Il canale si trova tra le isole di Heceta (Heceta Island) e Tuxekan (Tuxekan Island) e collega la costa occidentale dell'isola Principe di Galles con lo stretto di Sea Otter (Sea Otter Sound). Il canale inoltre collega la parte settentrionale dell'isola Principe di Galles tramite il canale di Tuxekan (Tuxekan Passage) e a sud la baia di Tonowek (Tonowek Bay) tramite gli stretti di Tonowek (Tonowek Narrows).

### Isole del canale
Nel canale sono presenti le seguenti principali isole:
- Isola di Garden (Garden Island)[4] 55°49′18″N 133°22′45″W - L'isola, lunga 750 metri, si trova all'entrata sud-ovest del canale.
- Isola di Chapin (Chapin Island)[5] 55°47′45″N 133°18′41″W - L'isola, lunga 320 metri, si trova più o meno al centro del canale.
- Isola di Trim (Trim Island)[6] 55°47′30″N 133°17′33″W - L'isola, molto piccolo, si trova più o meno al centro del canale.
- Arcipelago di Ham (Ham Islands)[7] 55°47′07″N 133°18′16″W - Questo gruppo di isole (tre maggiori più altre minori) si trova a sud del canale e sono vicine all'isola di Heceta (Heceta Island).
- Arcipelago di Dasani (Dasani Islands)[8] 55°45′45″N 133°16′40″W - L'arcipelago comprende due piccole isole e si trova alla fine sud del canale vicino alla costa dell'isola Principe di Galles.

### Insenature e altre masse d'acqua
Nel canale sono presenti le seguenti principali insenature marine:
- Insenature dell'isola di Tuxekan (Tuxekan island):
  - baia di Karheen (Karheen Cove)[9] 55°48′37″N 133°18′45″W - La baia si trova nella parte più a nord del canale ed è collegata ai laghi Karheen (Karheen Lakes) tramite i fiume Karheen (Karheen Creek).
- Insenature dell'isola di Heceta (Tuxekan Heceta):
  - baia di Squam (Squam Bay)[10] 55°47′02″N 133°20′03″W - La baia si trova a sud del canale tra la baia di Indian Garden (Indian Garden Bay) e lo stretto di Canoe (Canoe Pass);
  - baia di Indian Garden (Indian Garden Bay)[11] 55°46′15″N 133°20′25″W - La baia si trova a sud del canale tra gli stretti di Tonowek (Tonowek Narrows) e la baia di Squam (Squam Bay).

### Promontori
Nel canale sono presenti i seguenti promontori:
- Promontori dell'isola di Tuxekan (Tuxekan island):
  - promontorio di Turn (Turn Point)[12] 55°30′39″N 133°21′15″W - Il promontorio, con una elevazione di 7 metri, si trova all'entrata nord-ovest del canale;
  - promontorio di Kauda (Kauda Point)[13] 55°46′33″N 133°15′30″W - Il promontorio, con una elevazione di 13 metri, si trova all'entrata sud-est del canale e lo separa dal canale di Tuxekan (Tuxekan Passage).

### Fiumi immissari del canale
Nel canale si immette il fiume Karheen (Karheen Creek) 55°49′00″N 133°19′00″W - Il fiume, sull'isola di Tuxekan (Tuxekan Island), nasce dai laghi di Karheen (Karheen Lakes) e sfocia nella baia di Karheen (Karheen Cove).

### Località
Sul canale, dal lato dell'isola di Tuxekan (Tuxekan Island), si trova il villaggio di Karheen 55°48′44″N 133°18′40″W - Il villaggio (ora disabitato) è stato fondato nel 1914 come conservificio.